# Rivière Saint-Germain
Pour les articles homonymes, voir Saint-Germain.
La rivière Saint-Germain est un tributaire de la rivière Saint-François. Elle coule dans la municipalité régionale de comté (MRC) de Drummond, vers le nord-ouest dans la région administrative du Centre-du-Québec, sur la Rive-Sud du fleuve Saint-Laurent, au Québec, Canada. Cette rivière traverse les municipalités de : l'Avenir, Durham-Sud, Lefebvre, Wickham, Saint-Germain-de-Grantham et Drummondville.

## Géographie
Les principaux bassins versants voisins de la rivière Saint-Germain sont :
- côté nord : rivière Saint-François ;
- côté est : rivière Saint-François ;
- côté sud : rivière Ulverton ;
- côté ouest : rivière David, rivière le Renne, rivière Yamaska.

La rivière Saint-Germain tire ses eaux de têtes de divers ruisseaux coulant en zone agricole et traversant quelques îlots forestiers, dans la municipalité de L'Avenir. La tête de la rivière est située à 1,2 km au sud-ouest de l'autoroute 55.
Cours supérieur de la rivière (segment de 23,2 km)
La rivière Saint-Germain coule en zone agricole sur :
- 2,5 km vers le sud en zone jusqu'à la limite de municipalité de la municipalité de Durham-Sud (soit le prolongement de la route du rang 8e) ;
- 1,3 km vers l'ouest jusqu'à la route Mcgineney ;
- 1,8 km vers le nord-ouest, jusqu'à la route Ployart qui constitue la limite sud-est de Lefebvre ;
- 3,6 km vers le nord-ouest, en traversant la municipalité de Lefebvre, en recueillant le cours d'eau Charpentier, jusqu'à la route O'Brien, qu'elle traverse à 2,1 km l'ouest du hameau Sainte-Jeanne-d'Arc ;
- 7,1 km vers l'ouest, jusqu'à la route Caya ;
- 6,9 km vers le nord-ouest, en longeant plus ou moins un segment du chemin du 9e rang, dans la municipalité de Wickham, et en recueillant le cours d'eau Ménard, jusqu'à la route 139.

Cours inférieur de la rivière Saint-Germain (segment de 26,8 km)
À partir de la route 139, la rivière Saint-Germain coule sur :
- 8,5 km (ou 5,5 km en ligne directe) vers le nord-ouest en serpentant par segment, jusqu'au chemin du 9e rang ;
- 3,9 km (dont 2,4 km vers le nord-ouest et 1,5 km vers le nord-est), jusqu'au chemin du 7e rang ;
- 4,1 km vers le nord-est, jusqu'à l'autoroute 55 ;
- 3,9 km vers le nord-est, jusqu'à la limite de la ville de Drummondville ;
- 3,5 km en traversant la ville de Drummondville où elle départage sur 0,8 km le secteur industriel et résidentiel, jusqu'à la route 143 ;
- 2,9 km vers le nord-est, en traversant le terrain d'exposition, jusqu'à son embouchure.

La rivière Saint-Germain se déverse sur la rive ouest de la rivière Saint-François à 0,8 km en amont du pont des Voltigeurs (autoroute 20) et à 1,5 km en aval du pont de la Traverse (route 122). Son embouchure est situé dans la zone du terrain de golf.

## Toponymie
Les anciens toponymes de la rivière sont : Rivière Noire et Rivière Prévost. Les variantes d'origine autochtones (utilisées par les Abénaquis) désignant cette rivière sont : Naskategwantekw ou Naskategwantegw, signifiant « la rivière serpentine ».
Le toponyme « Rivière Saint-Germain » a été officiellement inscrit le 5 décembre 1968 à la Commission de toponymie du Québec.